# 棚下不動滝
棚下不動滝（たなしたふどうたき、棚下不動の滝、棚下の不動滝、または単に不動滝）は、群馬県渋川市赤城町棚下にある滝。日本の滝百選の一つ。

## 概要
棚下不動雄滝と雌滝の2滝からなる。
雄滝はいわゆる裏見の滝で、滝裏の通行が可能。大きく抉られた崖下には不動院奥院があり、不動明王が祀られている。この雄滝単独を指して「棚下不動滝」と呼ぶことも多い。
雌滝は雄滝の北に位置する落差40mの滝。年間を通し水量は少ない。雌滝へ近づくルートは整備されておらず、棚下不動尊駐車場から棚下不動尊に至る坂道より遠景で望むことができる。

## 東日本大震災の影響
2011年（平成23年）3月11日（金）に発生した東日本大震災により、本堂から奥院へ繋がる参道の側面が大崩落を起こし、参道を破壊。また一部の岩塊が斜面裏側の不動滝駐車場へ落下した。
2019年（平成31年）3月に新しい参道ができ、裏からの見物がまたできるようになったが、6月の大雨でまた参道の階段が流され、通行止めとなる
2020年（令和2年）8月に参道の階段が付け替えられ、見学を再開。

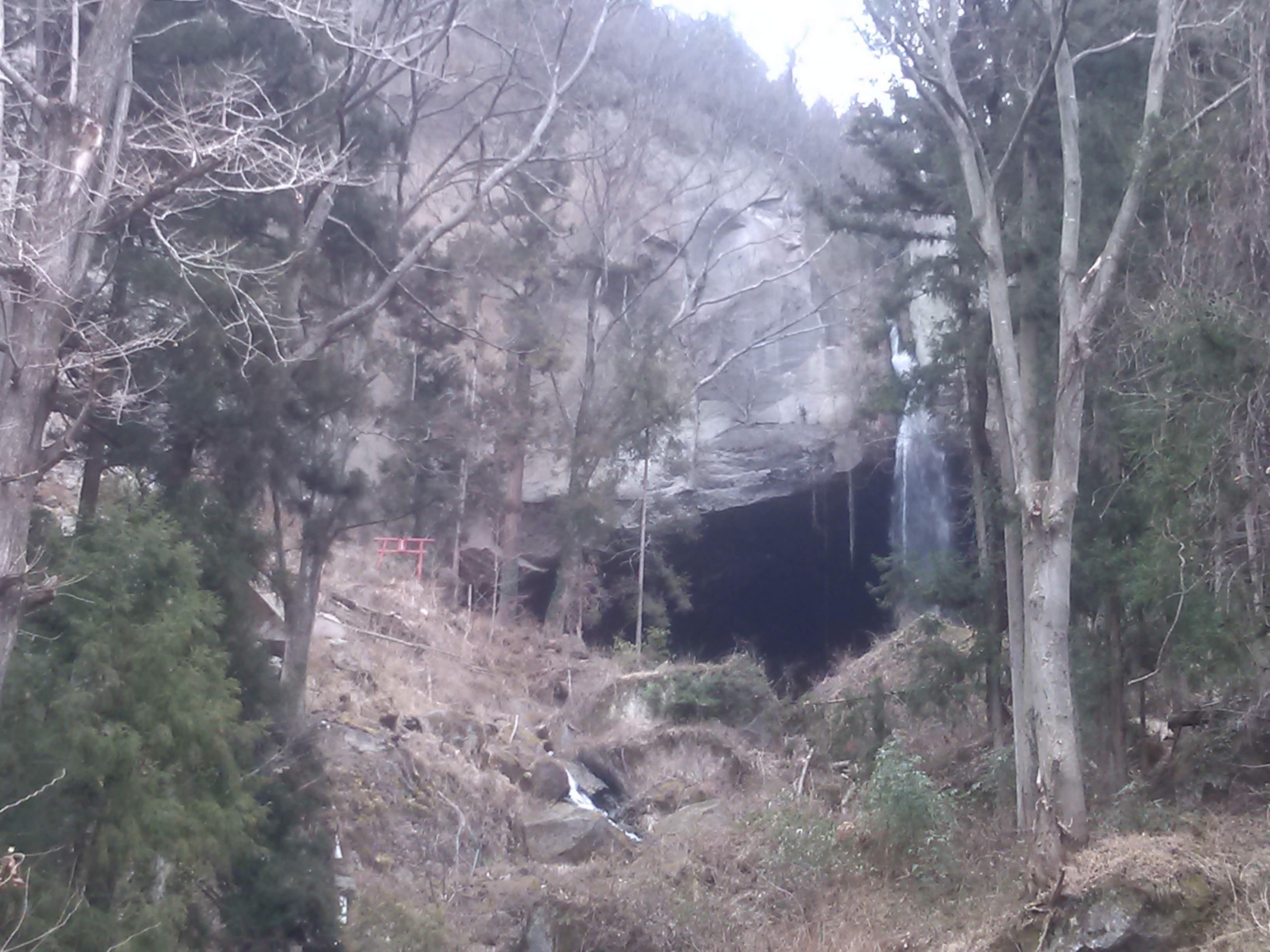
東日本大震災により側面が崩落した参道
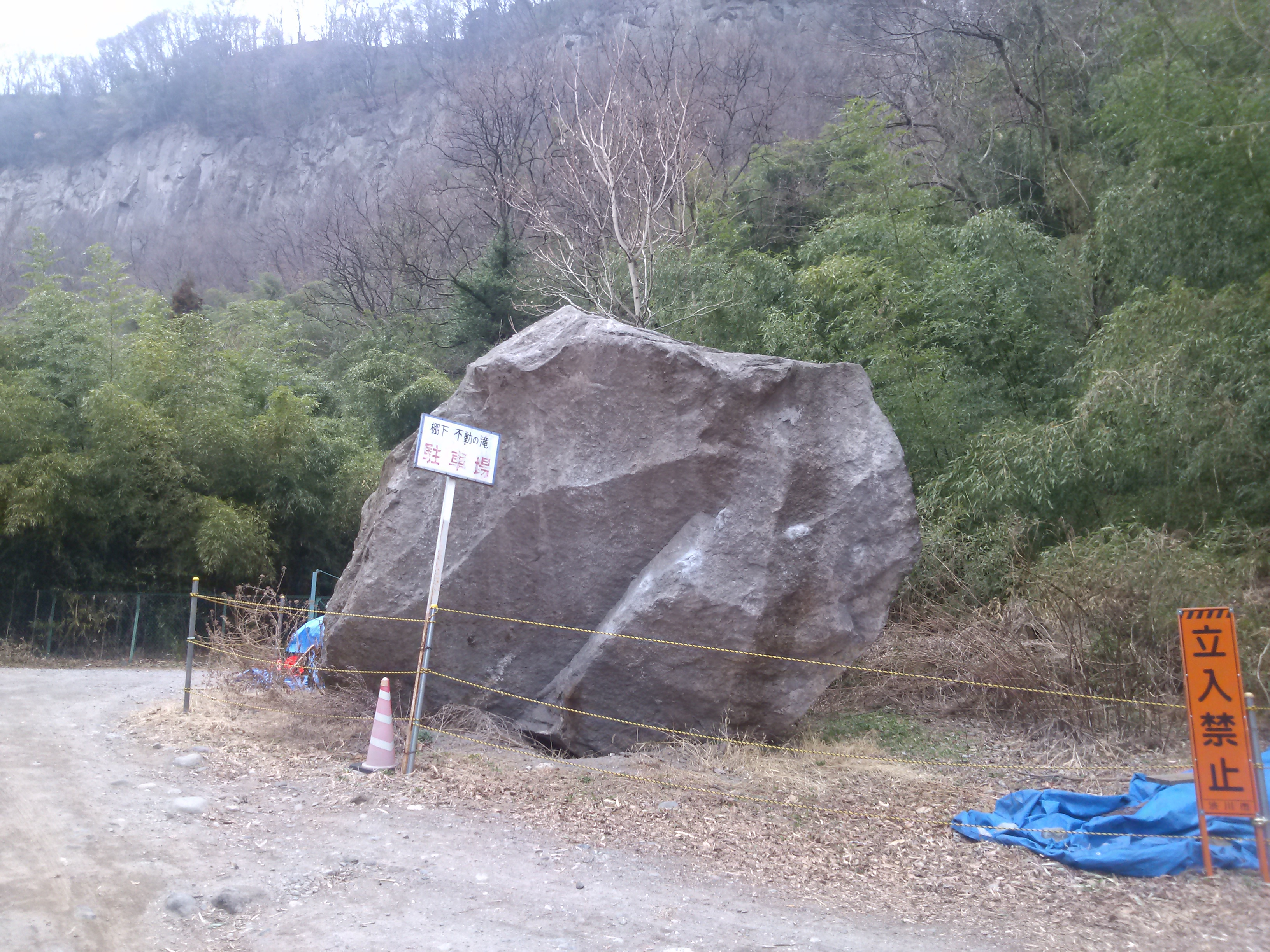
東日本大震災により駐車場へ落下してきた巨石
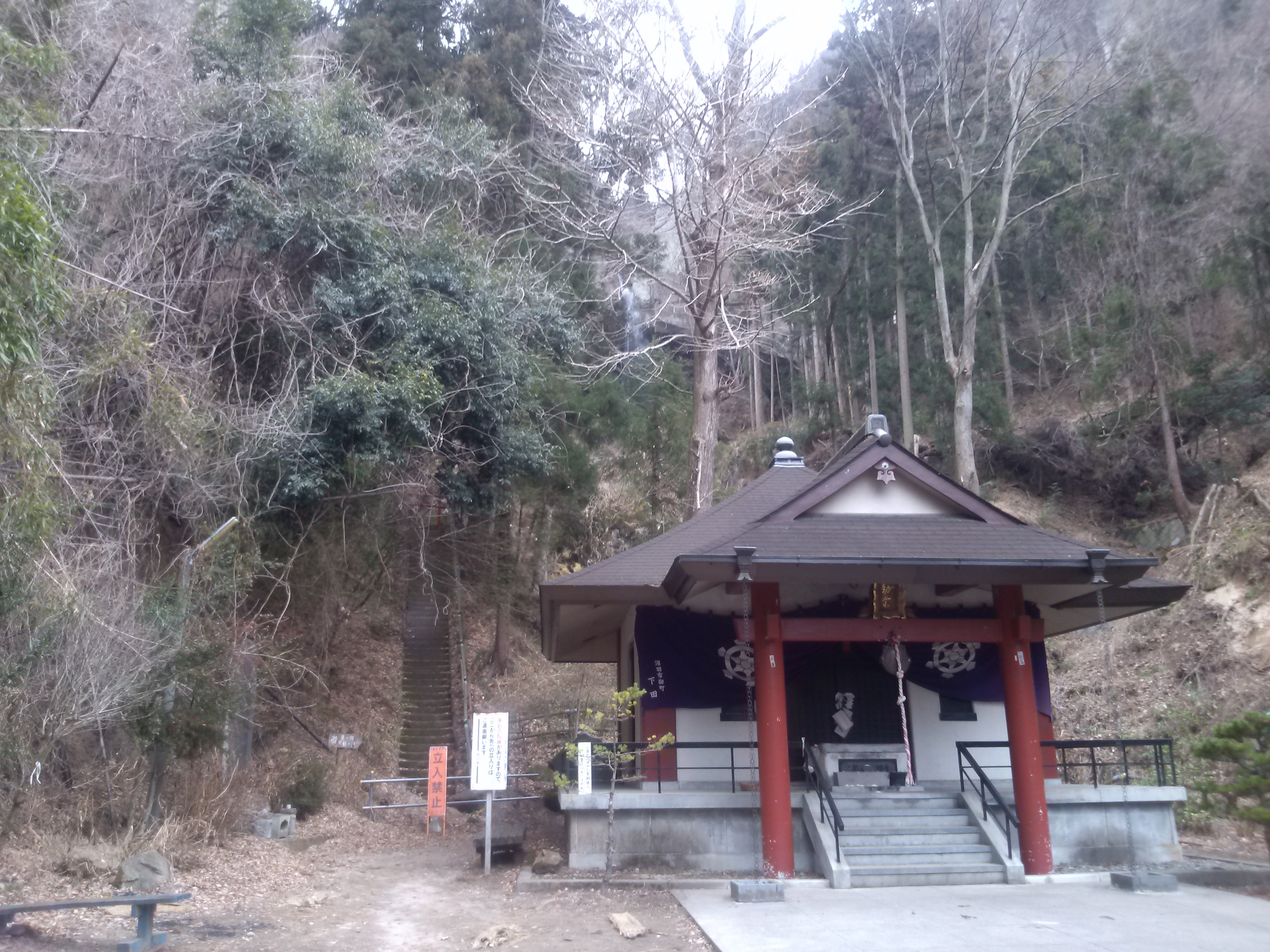
棚下不動尊本堂と、斜面崩壊に伴う参道の封鎖

## 交通アクセス
関越自動車道赤城ICより約20分、駐車場から徒歩約10分